# Alarba
Alarba es un municipio y localidad española de la provincia de Zaragoza, en la comunidad autónoma de Aragón. Tiene un área de 19 km², una población de 94 (INE 2023) y una densidad de 8,05 hab./km². Pertenece al partido judicial de Calatayud y forma parte del Camino del Cid.

## Toponimia
El término Alarba proviene del árabe الاربغ AL-ARBAʔ, "el cuarto, miércoles", en referencia a que el cuarto miércoles era el día de mercado.
El origen del nombre del pueblo puede tener más de un significado, pero podría tratarse del mismo.
Aceptando el término "Afarba", registrado en un documento del siglo XV. Durante el reinado de Felipe II aparece en mapas como "Al Harba" hay que recordar que la letra f en latín dio origen en castellano a palabras como ferrum (esta evolucionó a hierro). Podría entonces ser cierto que el nombre provenga de un asentamiento bereber, como el de "Monzalbarba" en Zaragoza. Ahí podría tener un significado especial la media luna del escudo del pueblo.
También actualmente hay un topónimo de una población con este nombre en Argel, "Al Arbaa" y esto directamente diría "el cuatro" o "el cuarto", ya que en árabe no se distinguen cardinales y ordinales.
Así pues, tenemos un pueblo con mucha historia y tradición mora en Aragón, que trabaja el tapial y los adobes en los muros, al estilo de la muralla de Daroca. Queda pendiente de investigar parte de lo aquí expuesto, pero que el trazado de sus actuales calles no puede negar estas raíces.
Se requeriría estudiar más a fondo para entender que pueblos de alrededor tengan nombres como Atea "Al tea", torre vigía, sin duda sería ese su cometido en el camino a Daroca, "Al cirid" Acered (el sur), o el propio Castejón, que sería una edificación menor dependiente jerárquicamente del castillo principal, el de Alarba, que controlaría la ruta en el camino entre Daroca y Alhama.

## Demografía
Alarba cuenta con una población de 93 habitantes (INE 2024).
| Gráfica de evolución demográfica de Alarba entre 1842 y 2021                                                        |
| |
| Población de derecho según los censos de población del INE Población de hecho según los censos de población del INE |

### Urbanismo
El pueblo está edificado sobre lo que fue un castillo y por ello aún conserva el nombre de la plaza, igual que una de sus calles y caminos.

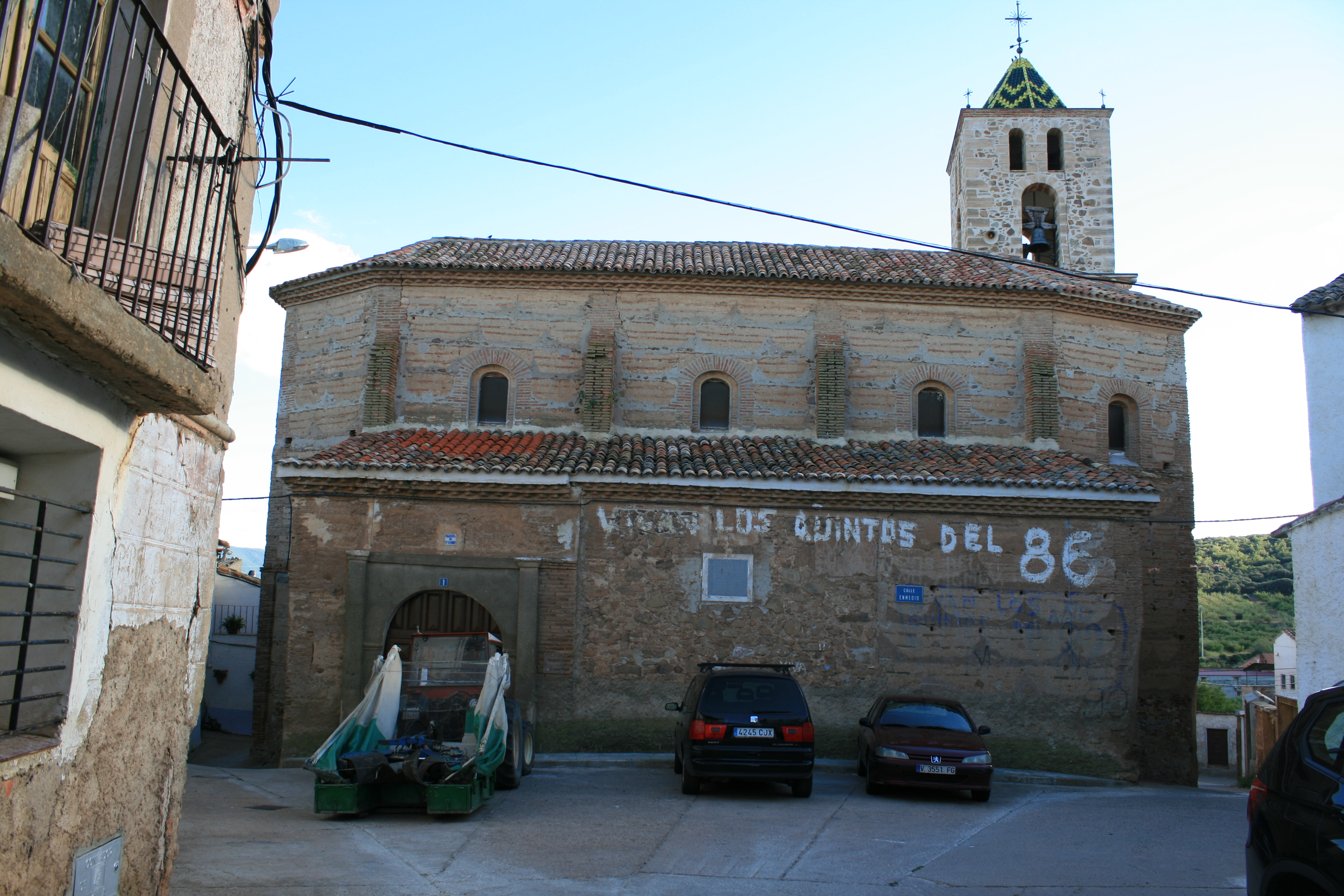
Iglesia de San Andrés

En la parte más alta, por encima de donde actualmente está la iglesia, se alzaba el castillo, del que no quedan restos documentados, pero sí indicios, de la plaza del propio castillo y el edificio que fue posteriormente ermita de la Virgen del Castillo, una mezquita con la Quibla o muro principal orientado a La Meca, con un nicho en el centro de la misma, donde tradicionalmente estuvo alojada la talla de la Virgen, actualmente guardada en la Iglesia.
El minarete de la misma, que fue también torre vigía del castillo, se encuentra derruido desde la conquista cristiana en tiempos de Alfonso I de Aragón. A principios del siglo XX quedaban las piedras con las que se edificó el frontón, lugar que tras varias reconstrucciones y caídas ocupa el actual.
Las casas de alrededor de la plaza, en otro tiempo de armas, conformarían los edificios del castillo y la calle de acceso desde la actual plaza en codo, era la principal de acceso al mismo, la otra entrada con claro vestigio era la del camino de Daneas, y que concluía en cuesta con curvas que impedían la acción de los arietes.
Las actuales bodegas subterráneas privadas que trascienden a la propiedad horizontal podrían ser de dos tipos, las que son pasadizos de salida del interior del castillo en caso de asedio y las que conformaban la red de aljibes de suministro de agua del mismo.

## Administración y política
| Período   | Alcalde                 | Partido         |  |
| --------- | ----------------------- | --------------- |  |
| 1979-1983 | Miguel Romeo Muel       | UCD             |  |
| 1983-1990 | José Antonio Muel Blas  | Alianza Popular |  |
| 1990-1995 |                         |                 |  |
| 1995-1999 |                         |                 |  |
| 1999-2003 | Francisco Morales Soler |                 |  |
| 2003-2007 | Francisco Morales Soler | PSOE            |  |
| 2007-2011 | Francisco Morales Soler | PSOE            |  |
| 2011-2015 | Francisco Morales Soler | PSOE            |  |
| 2015-2019 | Concepción Pineda Mira  | PSOE            |  |
| 2019-2023 | Ismael Piqueras Pinilla | Partido Popular |  |

| Partido político    | Partido político                                   | 2003   | 2007   | 2011   | 2015   |
| Partido político    | Partido político                                   | Ediles | Ediles | Ediles | Ediles |
|                     | Partido de los Socialistas de Aragón (PSOE-Aragón) | 5      | 3      | 4      | 3      |
|                     | Partido Popular de Aragón (PP)                     | —      | 1      | 1      | 2      |
|                     | Partido Aragonés (PAR)                             | —      | 1      | —      | —      |
| Total de concejales | Total de concejales                                | 5      | 5      | 5      | 5      |